# Callebaut
Pour les articles homonymes, voir Callebaut (homonymie).
 (mars 2023).
Callebaut est une entreprise et fabricant belge de chocolats, fondée en 1911 à Wieze (Flandre), elle fusionne en 1996 avec le chocolatier français Barry pour former le groupe Barry Callebaut.

## L'entreprise
Callebaut est un fabricant belge de chocolats de couverture. Un chocolat de couverture est un chocolat riche en beurre de cacao provenant du Congo RDC,  utilisé par les professionnels en confiserie et en cuisine. De nombreux professionnels qui utilisent les chocolats de couverture Callebaut apprécient particulièrement leur maniabilité et leur goût typique, de qualité constante depuis des décennies.
L’assortiment  de base de l’entreprise est produit en Belgique, de la fève au chocolat, conformément à des recettes traditionnelles. Callebaut applique toujours la technique de torréfaction de la fève dans sa coque (plutôt que la torréfaction de la fève décortiquée), comme il le faisait déjà il y a plus de 100 ans. Cette technique permet de préserver tous les arômes et toutes les huiles essentielles contenues dans la coque et de les transmettre intégralement au chocolat. Actuellement, la torréfaction de la fève entière est souvent utilisée par des artisans et de petits fabricants de chocolat. Callebaut a cependant conservé cette ancienne méthode de torréfaction.

## Histoire

La première fabrique Callebaut.

### Chocolaterie Callebaut
La « Chocolaterie Callebaut » a été fondée en 1911 par Octaaf Callebaut à Wieze, un petit village belge. Il installe sa fabrique de chocolats dans les bâtiments que son grand-père, Eugène Callebaut utilisait pour la brasserie et meunerie familiale « De Ploeg » qu’il exploitait depuis 1850.
Les recettes de chocolat d’Octaaf Callebaut (dont la 811 et 823 sont toujours produites aujourd’hui) ont rapidement été appréciées par d’innombrables chocolatiers, boulangers, pâtissiers et chefs. Cet engouement donne naissance à la société anonyme Chocolaterie Callebaut qui voit le jour en 1930. La nouvelle entreprise s’adresse en priorité au marché professionnel et à partir de là, elle cible ses activités sur l’approvisionnement et le service aux chocolatiers, confiseurs et boulangers.

Callebaut exporte dans le monde entier.

### Produits phare – les chocolats de couverture
Au décès d’Octaaf Callebaut, sa fille Marie et son neveu Charles Callebaut reprennent l’entreprise en 1945. Après la Seconde Guerre mondiale, la production de chocolats de couverture devient l’activité principale de l’entreprise, complètée par un assortiment limité de tablettes et de bâtons de chocolat. Aujourd’hui, Callebaut propose des chocolats de couverture aux artisans chocolatiers du monde entier et son chocolat W2 est devenu une véritable référence en la matière. 
1988 est l’année de création des Callets : de petites gouttes de chocolat mises au point pour optimiser la maniabilité du chocolat. Ces petits morceaux de chocolat sont bien plus faciles à doser, à fondre et à tempérer que les gros blocs originaux de chocolat de 5 kg.
La même année, Callebaut inaugure son Académie du chocolat en Belgique. Il s’agit d’un centre d’enseignement et de formation qui s’adresse aux artisans et aux professionnels qui souhaitent développer leurs compétences professionnelles et rester au courant des nouvelles tendances, techniques et recettes. C’est la première des 13 Académies du chocolat Callebaut, installées un peu partout dans le monde.

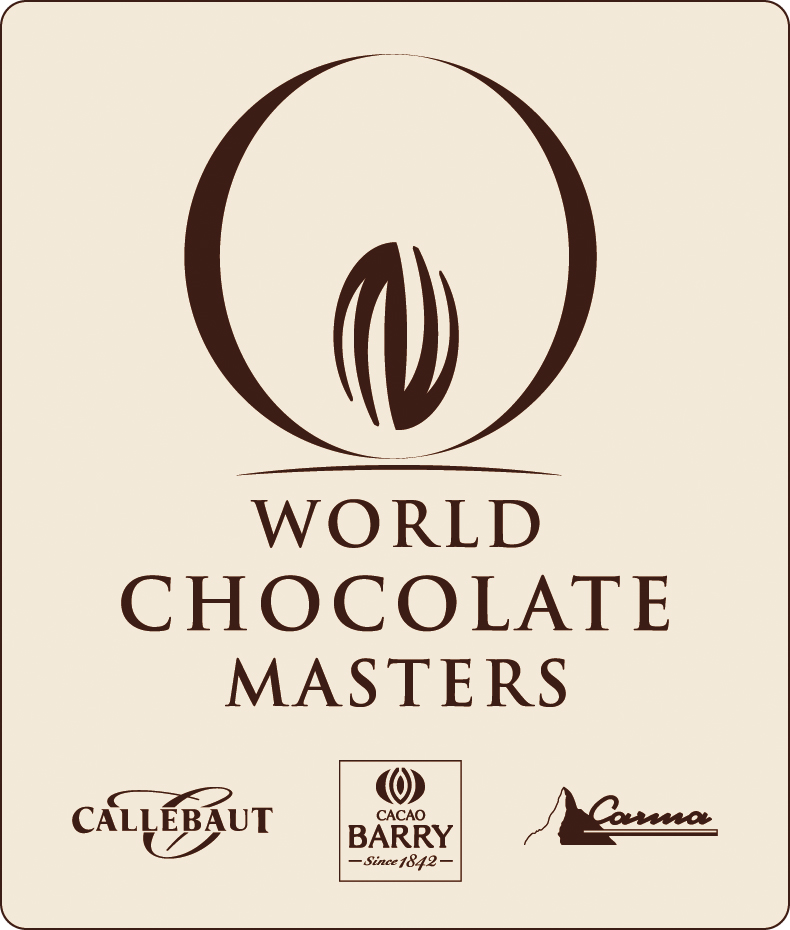
World Chocolate Masters

### Culture durable
En 1996, Callebaut fusionne avec le fabricant de chocolat français Cacao Barry et constitue ainsi le groupe Barry Callebaut. Les deux marques continuent cependant à exister séparément, rassemblées sous le nom de Barry Callebaut, avec la marque Callebaut pour les chocolats de couverture de qualité dans le segment des chocolats belges.
En 2002, Callebaut crée le Club des Ambassadeurs Callebaut pour soutenir le développement de nouveaux produits, emballages, recettes et événements de formation professionnelle. Aujourd’hui, le club compte 55 membres, aux quatre coins du monde, des chefs de renom, des chefs pâtissiers et des confiseurs de réputation internationale. La même année, Callebaut organise ses premiers World Chocolate Masters en collaboration avec les marques Carma et Cacao Barry. Les World Chocolate Masters étaient à l’époque et sont toujours aujourd’hui le premier et seul concours international du monde consacré uniquement à l’art du chocolat. Grâce à l’énorme succès suscité par la compétition, celle-ci se transforme en un événement biennal.
En mai 2012, Callebaut est la première marque de chocolat belge à opter pour du cacao issu de cultures durables pour toutes ces recettes de Finest Belgian Chocolate. Le lancement du programme Growing Great Chocolate de Callebaut est destiné à transformer la culture de cacao en une source de revenus durable pour les cultivateurs d’Afrique occidentale, tout en ayant un impact positif sur leurs conditions de vie,.

## Innovations
- En 1925, Callebaut invente une méthode pour stocker et pour transporter le chocolat liquide de la fabrique  de Wieze jusque chez ses clients, ce qui est une véritable révolution pour l’époque.

- En 1988, avec l’introduction des Callets, Callebaut affirme clairement son intention de travailler pour et avec les professionnels du chocolat. Alors que par le passé, le  chocolat était uniquement vendu en grands blocs, ces petites gouttes de chocolat marquent un tournant décisif  pour le marché. Aujourd’hui, elles sont toujours aussi populaires parmi les professionnels, car elles permettent de doser, de fondre et de tempérer beaucoup plus facilement les chocolats de couverture de Callebaut.

- En 1998, Callebaut crée ses premiers chocolats d’origine (Arriba, Java, São Tomé et Grenade) produits entièrement avec du cacao d’une seule région. Les chocolats Origine sont imprégnées des arômes de fleurs, herbes et épices typiques de la terre dans laquelle sont cultivés les cacaoyers.

- En 2005, avec Mycryo (marque déposée), Callebaut crée un beurre de cacao 100% pur et naturel, sous forme de poudre. De plus, il permet de tempérer le chocolat plus facilement. Ce beurre de cacao a été développé pour la cuisine. Cette matière grasse végétale inodore forme une pellicule fine et imperméable autour de la viande, du poisson, des légumes ou même des coquilles Saint-Jacques et du foie gras, qui emprisonne tous les jus et les saveurs dans le produit en cours de cuisson.

- En 2017, Callebaut introduit le chocolat ruby de couleur rose, quatrième variété après le chocolat noir, le chocolat au lait et le chocolat blanc. La couleur est obtenue à partir de fèves de cacao non fermentées du Brésil Lavados par un procédé technique tenu secret.

## Anecdotes
- Même si l’usine du site de Wieze, en Belgique, abritait une brasserie fondée en 1850 par Eugène Callebaut, c’est Octaaf Callebaut qui commença à y produire des bâtons de chocolat en 1911 et des chocolats de couverture en 1925[5].

- En 1996, Callebaut fusionna avec une entreprise concurrente, Cacao Barry, pour former une nouvelle entreprise sous le nom de Barry Callebaut, dont le siège social est installé à Zurich en Suisse. Callebaut conserve cependant ses bureaux en Belgique. En 2005, Barry Callebaut est classé « plus grand chocolatier du monde »[6].

- Callebaut a été la première marque de chocolat belge à entamer un partenariat direct avec les cultivateurs et coopératives de cacao pour une culture durable des fèves de cacao, par le biais de son programme Growing Great Chocolate.

- Callebaut est le premier producteur de chocolat du monde et le premier manufacturier en produits alimentaires de Belgique à obtenir la certification ISO-9002 pour son souci constant de qualité.